# 毎日年鑑
毎日年鑑（まいにちねんかん）は、毎日新聞社が1920年から1981年まで発行した年鑑・統計本である。

## 概要
大阪毎日新聞社が創刊。時事新報社の『時事年鑑』に次いで創刊した総合年鑑である。後発の『朝日年鑑』『読売年鑑』が年々内容を拡充するのに対し、毎日新聞社は1974年以降経営危機に陥り、1977年に新旧分離を実施するなど経営合理化を図っていたため、部数が落ち込み不採算事業となっていた年鑑については休刊を余儀なくされた。その後、競合誌であった『時事年鑑』、『朝日年鑑』がともに休刊に追い込まれた現在、『毎日年鑑』は復刊の目途が立っていない。